# بطولة أمريكا الجنوبية لكرة القدم للسيدات 1991
بطولة أمريكا الجنوبية لكرة القدم للسيدات 1991 هو الموسم 1 من  كوبا أمريكا فمنينا. أقيم خلال الفترة 1991 وحتى 5 مايو 1991، وأشرف على تنظيمه كونميبول، وكان عدد الأندية المشاركة فيه  3، وفاز فيه منتخب البرازيل لكرة القدم للسيدات.